# Niederösterreichische Südwestbahnen
A Niederösterreichische Südwestbahnen (NÖSWB - Alsóausztriai Délnyugati Vasutak) a Déli Vasút és a Nyugati Vasút vonalait kötötte össze. Beletartozik a Seitenlinie Traisen–Schrambach, a Wittmannsdorf–Piesting–Gutenstein vonal, a Wittmannsdorf–Piesting–Gutenstein (Gutensteinerbahn), továbbá a Strecke Pöchlarn–Scheibbs–Kienberg-Gaming.
Az első vonalszakasz 1877-ben nyílt meg. 1878-ban az állam megvásárolta és az eredeti k.k.priv. niederösterreichische Südwestbahnen (cs. kir. szab. Alsó-Ausztriai Délnyugati Vasút) nevet k.k. niederösterreichische Staatsbahnen (cs. kir. Alsó-Ausztriai Államvasutak) –ra változtatta. A vasút határkövein azonban még mindig az „SWB” rövidítés található.

## Fordítás
- Ez a szócikk részben vagy egészben  a   Niederösterreichische Südwestbahnen című német Wikipédia-szócikk fordításán alapul.  Az eredeti cikk szerkesztőit annak laptörténete sorolja fel. Ez a jelzés csupán a megfogalmazás eredetét és a szerzői jogokat jelzi, nem szolgál a cikkben szereplő információk forrásmegjelöléseként.